# Elsa Wellnerová
Elsa Emerika Antonie Wellner (23. března 1880 Plzeň – 23. května 1957 Vojnice) byla česká komponistka německé národnosti. Byla dcerou průmyslníka Franze Wellnera a jeho manželky Therese Wellnerové, rozené Baumgartnerové. Měla tři sourozence (sestru Vilmu a dva bratry, Emila Wellnera a Franze Wellnera). Jejími bratranci byli Paul a Odo Taschekovi.

## Život
Narodila se v rodině technického ředitele ve Škodových závodech, cukrovarnického odborníka a vynálezce Franze Wellnera (1840–1920) jako první ze čtyř dětí.

### Studia - komponování
Jako dvacetiletá v roce 1900 absolvovala německé dívčí lyceum „Mädchen – Fortbildungsschule“ v Plzni. Společně se svou sestrou Vilmou je zde skladatelka uvedena v seznamu žáků ve výroční zprávě školy. Poté roku 1900 se rodina přestěhovala z Plzně do Vídně (Kantgasse 3). Několik semestrů studovala geologii na vídeňské univerzitě (Universität Wien). Finančně podporovaná rodinou se pak již koncentrovala výhradně na studium hudby. Stala se členkou spolku přátel hudby „Gesellschaft der Musikfreunde“. V letech 1901 – 1902 začalo důležité období jejího komponování soustředěného na vokální díla. V této době zkomponovala 14 kánonů pro 3 – 6 ženských hlasů.
1906 – 1907 studovala u Eusebia Mandyczewského (1857-1929) dějiny hudby, teorii hudebních nástrojů, teorii zpěvu, kontrapunkt a kompozici. Posléze následovalo studium hry na varhany. Její díla uváděl nově založený ženský sbor vedený Mandyczewským. 1903 – 1909 se intenzivně věnovala sborům a cappella. V letech 1906 – 1908 začala Elsa Wellnerová pronikat svými díly na veřejnost. Několik skladeb zaznělo prostřednictvím rozhlasu a mladá Elsa se stává úspěšnou skladatelkou, o jejíž tvůrčí činnost se zajímal tehdejší hudební svět. Udržovala mnoho přátelských styků s významnými osobnostmi, např.: Hans Gál, Katharina von Escherich, Hilde Daninger, Mathilde von Kralik, Emma von Fischer, Johanna Müller-Hermann, Lili Hutterstrasser-Scheidl pod pseudonymem Lio Hans a Lise Maria Mayer. Jejím velikým skladatelským vzorem byl vedle milovaného učitele E. Mandyczewského také Johannes Brahms. Ostatně vliv tohoto velkého skladatele na osobnost mladé komponistky se patrný téměř v celé její tvorbě.
Nadále komponovala pro sbory, zejména ženské. Její skladby se objevovaly v rozhlasových a koncertních programech. Její kompozice byly příležitostně uváděny v hudebních večerech a v různých koncertních síních ve Vídni. Roku 1913 byly publikovány její skladby, které složila již v roce 1908 „Acht Lieder im Volkston“, které „s velkou láskou a úctou“ věnovala E. Mandyczewskému. Všechny texty písní jsou díly slavných romantických básníků – Clemens Brentano, Eduard Mörike, Paula Hey, Theodor Storm aj. Své písně upravila pro čtyřhlasý ženský sbor a cappella. Již samotné názvy jednotlivých písní svědčí o tom, že se jedná o písně romantického rázu, např.: typicky romantický příběh zamilovaného chlapce, který nachází svou dívku mrtvou (píseň č. 7 – Ich ging im Wald spazieren“ => mládenec jde lesem a vidí padající hvězdu; když za ní vyjde z lesa, dojde k domovu své milé, kterou nachází mrtvou; padající hvězda mu symbolizuje úmrtí milenky.), či do jisté míry zájmem o exotické náměty (píseň č. 6 – „Chor Jüdischer Mädchen“).

### Druhá světová válka
Bratr Emil tragicky zemřel roku 1933, těsně před narozením svých dvou dcer-dvojčat. Jeho manželka, vdova, umírá pět let poté (rakovina). V této době v roce 1938 a po anšlusu Rakouska Hitlerem opustila Elsa Vídeň. Aby 60letá skladatelka mohla pečovat o bratrova pětiletá dvojčata, přestěhovala se na statek Vojnice u Strakonic, který se z letního sídla rodiny stal jejím trvalým bydlištěm. Celou válku prožila na venkově na statku ve Vojnicích.

#### Fantasie ve způsob variací na chorál Svatý Václave
Toto dílo vzniká v letech válečných, která jsou pro český národ obdobím nejobtížnějším a nejkrutějším. Autorka prožila po nástupu fašismu zklamání nad postojem většiny vídeňských přátel k tomuto režimu, cítila se vlastně osamocena, a o to víc projevovala lásku k českému národu a soucit s jeho osudem. Hluboce cítila s českým národem a těžce nesla jeho útlak, rozhodla se proto svůj protest proti fašismu vyjádřit prostředkem jí nejbližším – hudbou. Jako základ pro své nové dílo si vzala staročeský chorál Svatý Václave. V roce 1942 začíná skladatelka komponovat a pracuje neúnavně dva roky. Toto dílo patří hudebně i ideově mezi nejvyspělejší práce skladatelky a svou hloubkou a silou promlouvá jako protest proti násilí.

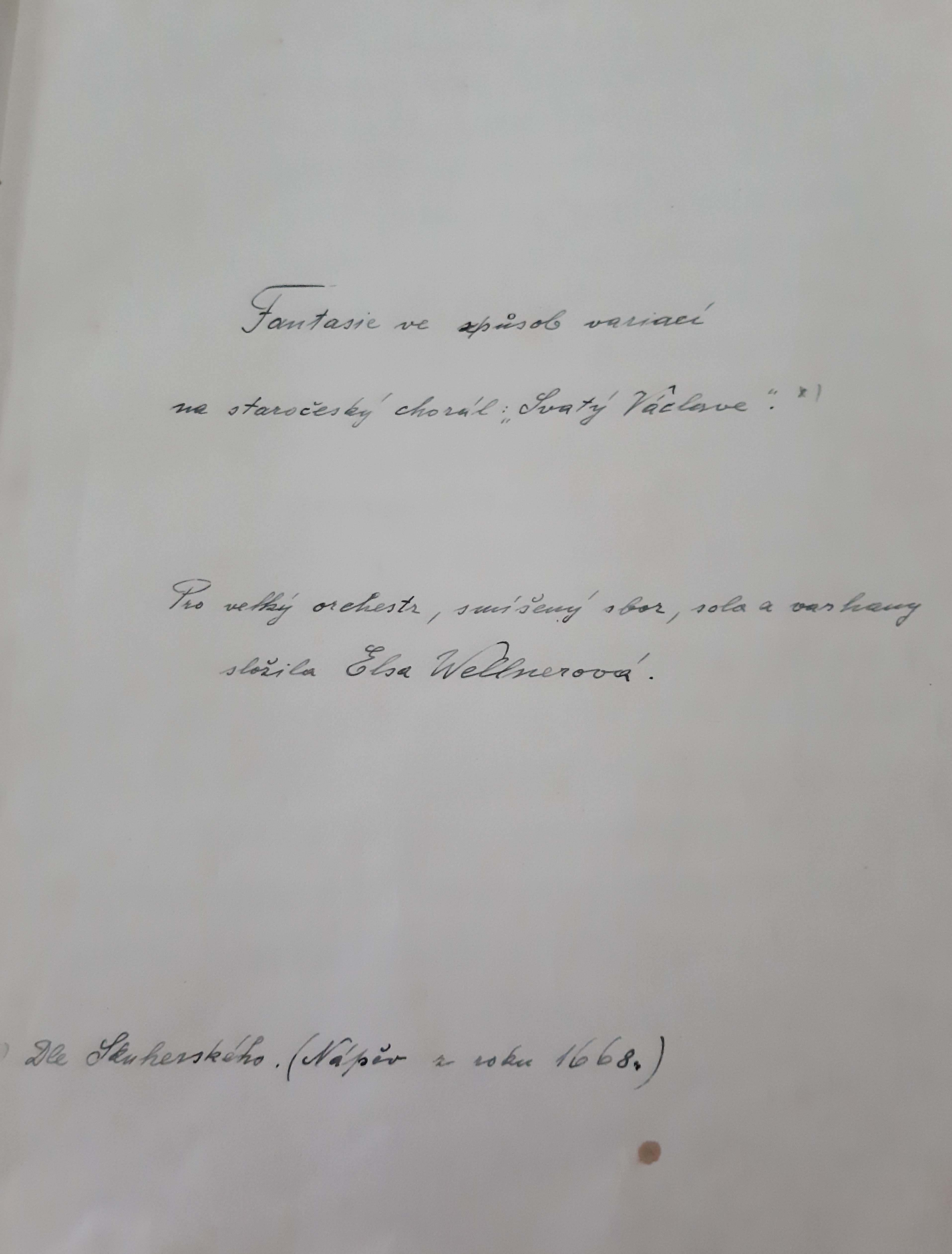
první strana partitury
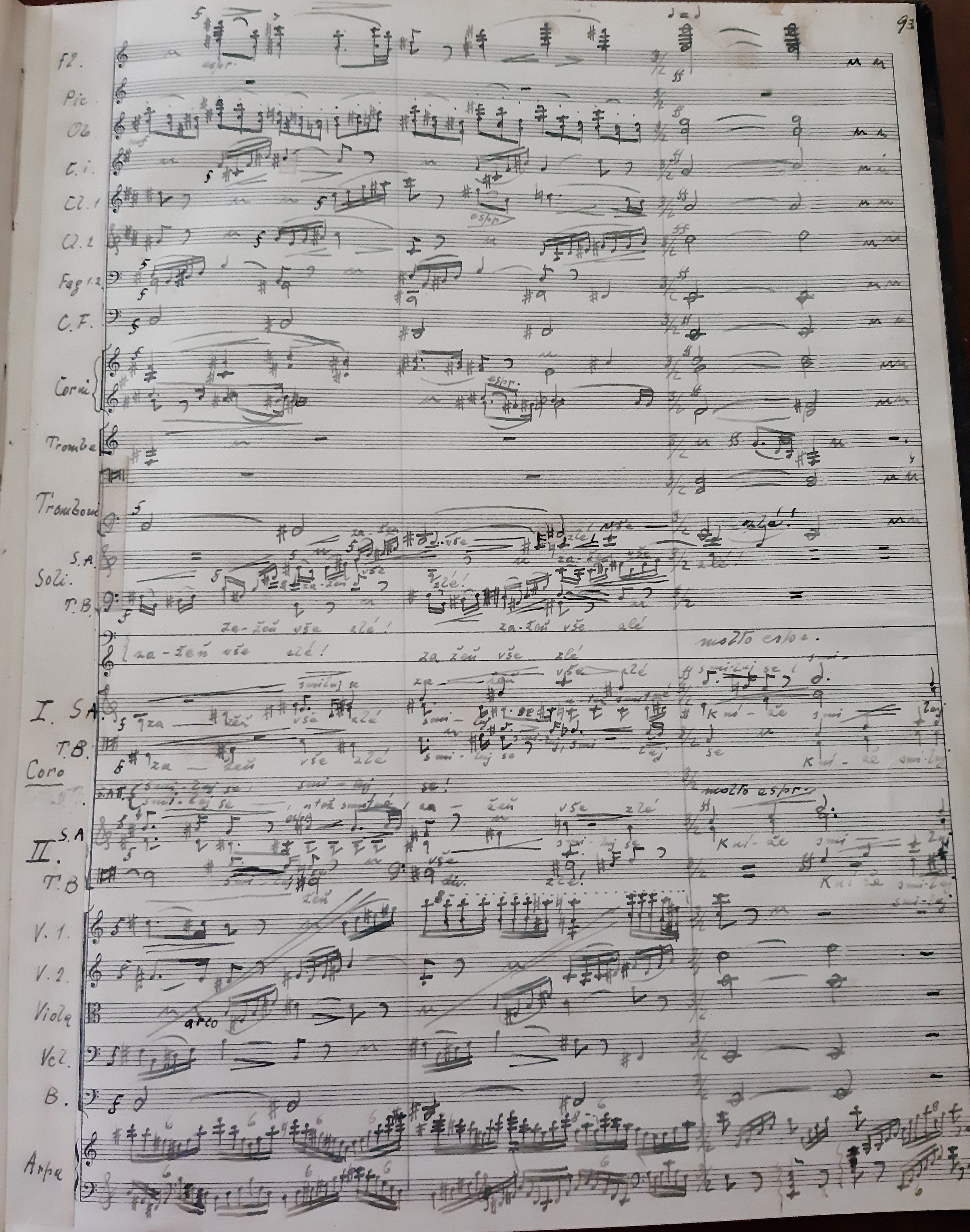
jedna strana partitury

### Poválečná situace
Po skončení druhé světové války jako rodilá Rakušanka musela v rámci Benešových dekretů doložit osvědčení o státní, národní a politické spolehlivosti. „Osvědčení o státní a národní spolehlivosti“ získala dne 30. prosince 1945. „Potvrzení o politické spolehlivosti“ získala 18. ledna 1946. V roce 1948 po nástupu komunistů k moci přišla Elsa Wellnerová o statek a tím i o materiální základ své existence. Dům a zahrada byly naštěstí rodině ponechány. 16. prosince 1950 získala československé státní občanství.

### Smrt
Elsa Wellnerová zemřela 23. května 1957 Vojnice na ischemické onemocnění srdce, se kterým se potýkala pět let. Dne 28. května byla pohřbena v kapli Navštívení Panny Marie ve Vojnicích.

## Dílo

### Vokální hudba
- Když tě vidím (pro 5 ženských hlasů), česká lidová píseň, 1902
- Eine Gems auf dem Stein (pro 4 ženské hlasy), text: F. Rückert, 1902
- Dona nobis pacem (pro 4 ženské hlasy), 1902
- Lang, lang ist´s her (pro 4 ženské hlasy), 1902
- Flucht (pro 4 ženské hlasy), 1902
- Ave Maria (pro 4 žen ženské hlasy), text: Stieler, 1902
- Abendlied des Wanderers (pro 3 ženské hlasy), text: F. Rückert, 1902
- Agnus Dei (pro 3 ženské hlasy), 1902
- Qui tollis (pro 3 ženské hlasy), 1902
- Die Sehnsucht (pro 3 ženské hlasy), text: T. Resa, 1902
- Liebste, was kann denn uns scheiden (pro 3 ženské hlasy), text: F. Rückert, 1902
- Lasciate ogni speranza (pro 3 ženské hlasy), text: Dante, 1902
- Frühlingsnahen (pro 3 ženské hlasy), text: Steiler, 1902
- Wohin des Wegs? (pro 3 ženské hlasy), text: Baumbach, 1902
- Leb wohl, mein Lieb (pro 3 ženské hlasy), text: L. Uhland, 1903
- Wünsche für dein Glück. text: J.W. Goethe, 1917
- Dem festlichen Tage. text: J. W. Goethe, 1917
- Dem schönen Tag sei es geschrieben, text: J.W. v. Goethe, 1917
- Drei Canons zu E. Mandyczewski 60. Geburstag, (1917)
- Jung muβ des Künstlers Herze sein, 1946
- Den Feldruf hör ich mächtig zu mir dringen, 1946
- Das Alte stürtz (pro 3 ženské hlasy), 1951
- Für Dr. Josef Lauschmann zum 19. III., 1955

#### A-cappella-sbory
- Festchor (ženský sbor), 1909
- Der Frühling wird wach (ženský sbor), text: Baumbach, 1903
- In der Ferne (ženský sbor), text: Uhland, 1903
- Auf dem Schiffe (ženský sbor), text: Reinhold, 1903
- Wir Christenleut, variace na chorál, 1903
- Benedictus, Fuge ,1904
- Bleib bei uns, Herr! Motette (smíšený sbor), 1904
- Es fiel ein Reif (ženský sbor), 1905
- Acht Leider im Volkston, text: T. Storm, F. Wellner, Cl. Bretano,  Heder, Ed. Mörike, Paula Hey, 1907

1. Im Volkston
2. Dort ferne
3. Brautgesang
4. Denk´es, o Seele!
5. Liedchen der Sehnsucht
6. Chor jüdischer Mädchen
7. Ich ging im Wald spazieren
8. Küsse mich (ženský sbor)

- Verirrt (ženský sbor), text: Th. Storm. 1907
- Ich steh an deiner Krippe (ženský sbor)
- Frühlingskommen (ženský sbor), text: Frz. Wellner. 1907
- März (ženský sbor), text: Frz. Wellner. 1907
- Ostergesang aus Goethes Faust (ženský sbor), 1907
- Wer weiβ wo (ženský sbor), text: D. v. Liliencron, 1908
- Todten Glocke (ženský sbor), text Herder 1908
- Ich steh an deiner Krippen (ženský chór), 1907
- Send, Himmel (ženský sbor), text: H. v. Schmidt, 1908
- Ein altes Lied, text: Paula Hey, 1908
- Když jsem, česká lidová píseň, 1908
- Když jsem já, česká lidová píseň, 1908
- Hrály dudy, česká lidová píseň, 1908
- Tanzlied, text: O. J. Bierbaum, 1908
- Der Tag ist hin, variace na chorál, 1912
- Was bist du doch, variace na chorál, (ženský sbor), 1909
- Ich liebe Jesum, variace na chorál, (ženský sbor), 1909
- Frühling (ženský chór), text: M. Salus, 1909
- Wie selig, variace na chorál, (ženský sbor), 1909
- An eine Nachtigall (ženský sbor), text: Beres, 1909
- Unter der Linde (ženský sbor), 1909
- Tag im Mai (ženský sbor), text: N. v. Reuenthal, 1909
- Lieber ja als nein (ženský sbor), text: H. v. Morungen, 1909
- Liebster Herr Jesu, variace na chorál, (ženský sbor), 1909
- Ein Vogellied (ženský sbor), text: R.A. Mell, 1909
- Ave Maria, 1910
- Abschiedslied für den Mandy-Chor zum 25. Mai 1910
- Wenn ich einmall soll scheiden, 1910
- So ist der Held, text: J. W. Goethe, 1911
- Neun bömische Volkslieder, 1919
- Horch, wie die bloβe Stimme klingt, text: F. Wellner, 1919
- Osterlied, text: F. Wellner, 1920
- Christiliches Wiegenlied, 1925
- Das alte Lied, 1928
- Zum Neuen Jahr, text: Moritz, 1948
- Anbetung des Kindes, text: Weinheber, 1953
- Musik zum Kinderspiel, 1927

#### Sbor a Orchestr
- Einsam ist der Mensch, 1920 – 1921
- Klag, ach, text: Klopstock, 1923
- Svatý Václave, fantasie a variace na staročeský chorál, 1942 – 1947
- Marienfeier, Cantate, text: Adam v. St. Viktor, 1949 – 1950

#### Sbor a Klavír
- Sing, bet und geb, 1903
- Frülingsnahen, text: Stieler, 1906
- Ständchen, text: F. Grillparzer, 1909
- Der 137 Psalm, 1912
- Morgenstern im Blassen Scheine, text: F. Wellner, 1921
- Kyjov, text P. Berzuč, 1948

#### Písně s hudebním doprovodem
- Indische Liebesgesänge, 1924
- Zum 4. Mai, 1904

#### Písně pro klavír a varhany
- Neugriechische Liebes-Skolien, text: Goethe, 1913
- Du schläfst, text T. Storm, 1903
- Drei Lieder und drei …, text: R. Tagore, 1918
- Abends, text: T. Storm, 1907.
- Zum Stelldichein, text: Holstein, 1908
- Ich liebe dich, text: Paula Herz, 1908
- Wiegenlied, text: Freiligrath, 1910
- Die Rose, text: A. Berti, 1910
- Kleinrussisches Volksleid 1910
- Schweizerlied, text: Goethe, 1910
- Wills do dein Herz mir schenken 1911
- Abend, text: K. Sloβ, 1912
- Hebrst, text: L. Holstein, 1912
- Er sät, text: O. Hauser, 1912
- Märtztag, text: D. v. Liliencron, 1913
- Drecherleid, text: K. Weiβinger, 1914
- Ave regina 1906
- Weinachtslied 1897
- Geständnis, text: H. v. Skoda, 1898
- Dier zu sagen, wie ich leibe, text: Ella Glass, 1901
- Alles in Blüte, text: F. Adler, 1901
- Herzensschlüselein, text: F. Rückert, 1904
- Höchtes Ziel 1904
- O wahn, text: Stieler, 1904
- Frülingsnahen, text: Stieler, 1904
- Gefangen, text: Stieler, 1904
- Es ist wohl eine alte Lehr!, text: Stieler, 1904
- Bettlerliebe, text: Th. Storm, 1905
- Ein kleines Lied, text: M. v. Ebner-Eschenbach, 1905
- Dämmerstunde, text: Th. Storm, 1906
- Elisabeth, text: Th. Storm, 1906
- Sappho, text: F. Wellner, 1906
- Aus den liebesklagen des Mädchen 1906
- Ständchen, text: F. Rückert, 1906
- Wieβe Rosen, text: T. Storm, 1907
- Der Kranke im Garden, text: N. Lenau, 1907
- Bömisches Volkslied 1907
- Handkuss, text, D. v. Liliencron, 1908
- Sträuβchen, text: Goethe, 1908
- Es ist ein Flüstern, text: Th. Storm, 1908
- Sommerbild, text: F. Hebbel, 1908
- Der Sommer und der Sonnenschein 1908
- Mein Herz ist schwer, text: Büres, 1908
- Das strickende Mädchen, text: Herder, 1908
- Vorwurf, text: N. Lenau, 1908
- Mein Held, text: Paula Herz, 1908
- Ein Sonnenstrahl, text: H. v. Skoda, 1908
- Lied dam Fenster, text: H. Salus, 1908
- Wollt er nur fragen, text: Beres, 1908
- Schau, noch steht dar Fenster offen, text: Hopfen, 1909
- Die Ersehnte, text: Hölty, 1909
- O süβe Mutter, text: F. Rückert, 1909
- Mein Herz blüht wie ein Rosentrauch, text: Bartsch, 1909
- Volkslied, 1909
- Wiegenlied und der 30 jähr. Krieg, text: R. Huch, 1909
- Spanische Romanze, text: Adler, 1909
- Venenzianisches Volkslied, 1911
- Hochzeitsmusik für Wilma und Hans, 1911
- Und gestern hat er mir Rosen gebracht, text: Lingen, 1912
- Wie einst, text: Triebnigg, 1909
- Dein Gedenken, text: Susane Möhl, 1918
- Ballade von Sporn d. letzten Branišovski, text: F. Wellner, 1909
- Kommt doch zu Hilfe mir, text: F. Wellner, 1920
- Rings herbstlich kahles Ackerland, text: Marie Schilder, 1925
- Grabschrift, text: Jakobovsky, 1925
- Frülingslied, text: N. Lenau, 1925
- Winter, text: F. Wellner, 1926
- Gute Nacht – Liedchen zum 10.10.1926, text: Paula Dehmen, 1926
- Mutter, gute …, text: I. Schilder, 1926
- Balada stará – stará, text: J. Neruda, 1948
- Bere mne a se mnou, text: P. Bezruč, 1948
- Vyběhla bříza běličká, text: V. Hálek, 1948
- Kyjov, text: P. Bezruč, 1948
- Slzy a vzdychání, text: F. L. Čelakovsky, 1949
- Dárek z pouti, text: F. L. Čelakovsky, 1949
- Göttin Musik, text: F. Wellner, 1950
- Těžko je ptáku, text: P. Křička, z Šípkový keř a básně
- Ausgang, text: Th. Fontane, 1952
- Mein Lied, text: T. Resa, 1906
- Volksweise, text: R. M. Rilke, 1907
- Soll ich denn sterben, 1907
- Ich kenn ein holdes Mägdelein, text: F. Wellner, 1907
- Am Grabe Höltis, text: N. Lenau, 1908
- Frülingsgedränge, text: N. Lenau, 1908
- Am Kreuzweg, text: Petöfi, 1911
- Neugriechisches Lied, 1911

#### Instrumentalní hudba
- Passacaglia, 1918
- Sechs Menuette und Coda

#### Komorní hudba: Smyčce
- Fugetha G-Dur, 1904
- Acht Menuette und Coda, 1910
- Serenade, 1900
- Streichquartett g-Moll, 1914
- Streichquartett e-Moll, 1922
- Einleitung zu einem Krippenspiel, 1919
- Sieben kleine Stücke, 1919

#### Komorní hudba: Smyčce/Dechové nástroje a Klavír/Harmonium/Varhany
- Allegretto, 1898
- Weinachtserinnerung, 1899
- Trio zum 60. Geburtstag Papas, 1900
- Intermezzo, 1900
- Weinachten mit zu sprechendem Text von F. Wellner, 1906
- Drei Tänze, 1909
- Kleine Serenada, 1910
- Trio Nr. 1 c-Moll, 1916
- Intermezzo, 1918
- Ballade, 1898
- Impromptu, 1899
- Träumerei, 1900
- Variation über ein Ständchen von Weber, 1905
- Wiegenlied, 1905
- Romance, 1913
- Sonate h-Moll, 1917
- Hochzeitsmusik füt Ellina und Franz, 1919
- Adagio und Allegro, 1927
- Sonate, 1906
- Zehn Variationen, 1911
- Když mou milou, 1932
- Canon nach einer geträumten Melodie, 1951

#### Klavír na čtyři ruce
- Ach Menuette und Coda, 1910

#### Klavír
- Kinderliedchen, 1885
- Herbslied, 1888
- Dudelsack, 1890
- Vöglein in Sommer, 1890
- Morgenlied, 1890
- Abendlied, 1890
- Maiglöckchen, 1890
- Kinderlied, 1890
- Papas Reise, 1891
- Das Vergiβmeinnicht, 1891
- Das Geburtstagskind, 1891
- Schäferlied, 1891
- Jagdlied, 1891
- Hochzeitsmusik (Wilma Magerstein), 1892
- Weinachtsmärchen, 1895
- Gästandnis, 1896
- Walzer, 1897
- Menuett, 1898
- Träumerei, 1900
- Impromptu, 1900
- Fuge g-Moll, 1904
- Variationen zu einem Lied von Schubert, 1910
- Passacaglia, 1911
- Acht Variationen über ein eigenes Thema, 1916
- Sieben kleine Stücke, 1937

#### Varhany
- Fuge f-Moll, 1904
- Fuge f-Moll, 1904
- Was bist du doch, variace na chorál, (J.S. Bach), 1908

## Galerie

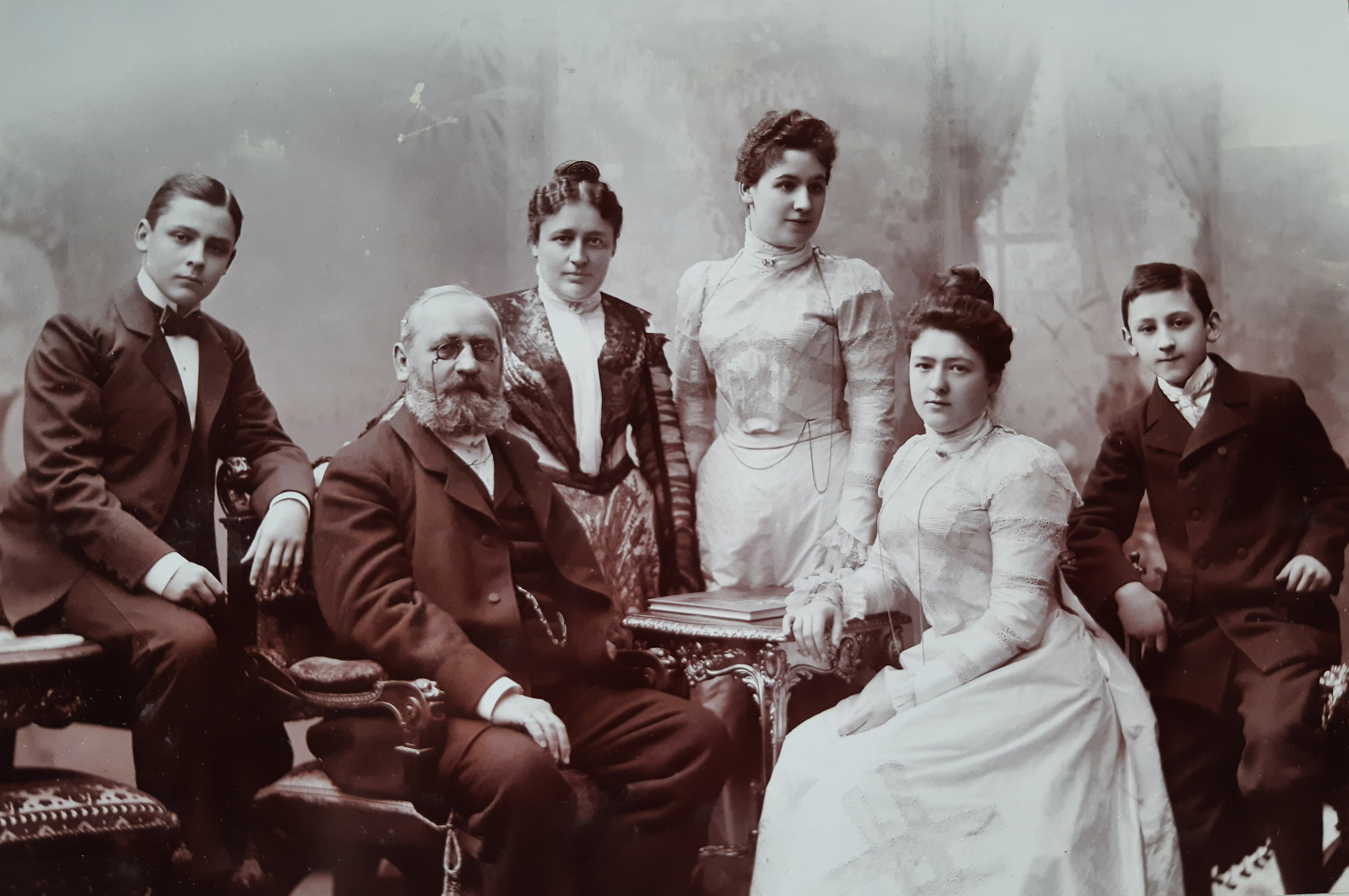
Elsa s rodinou - čtvrtá zleva
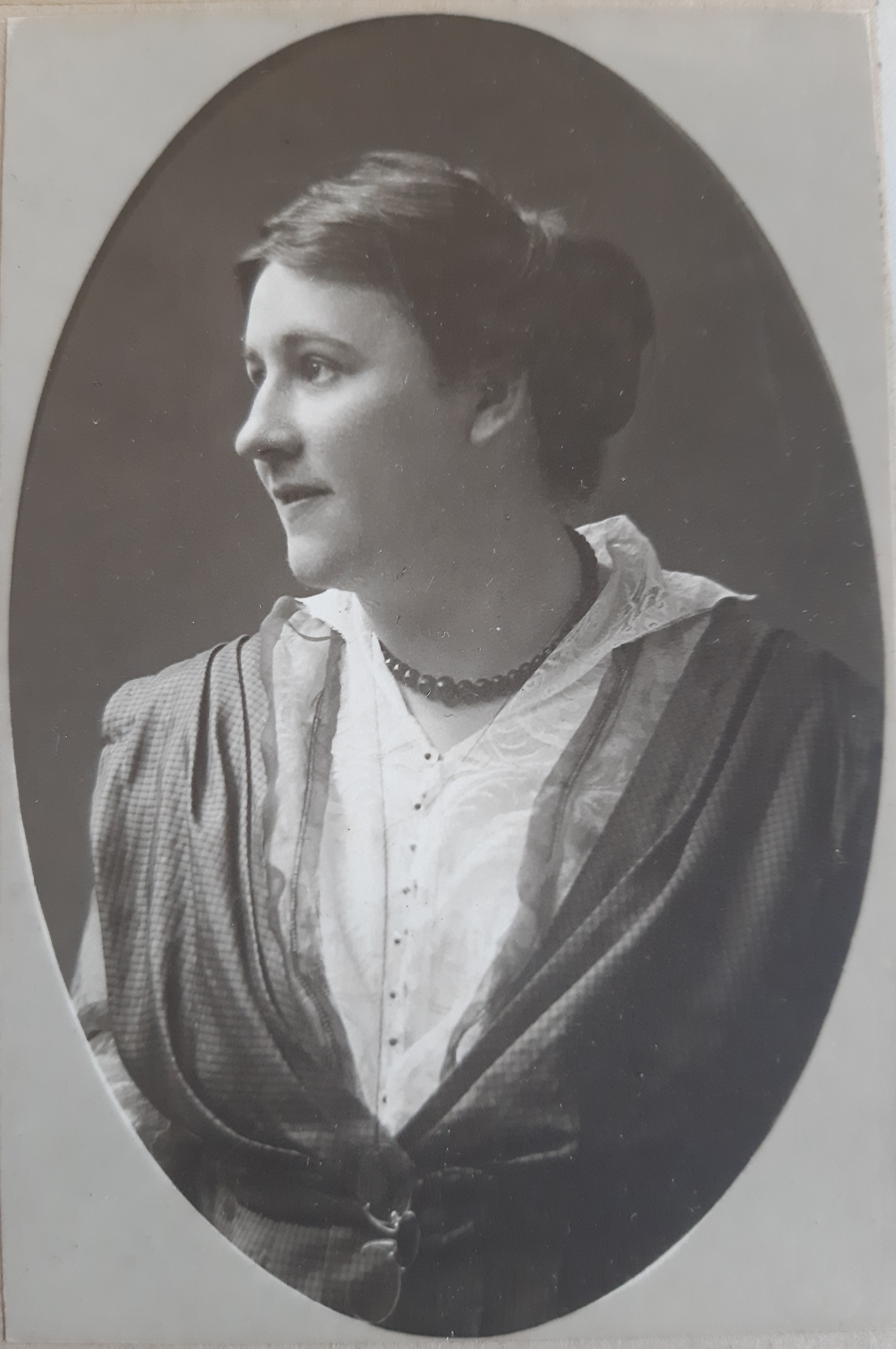
Elsa ve Vídni
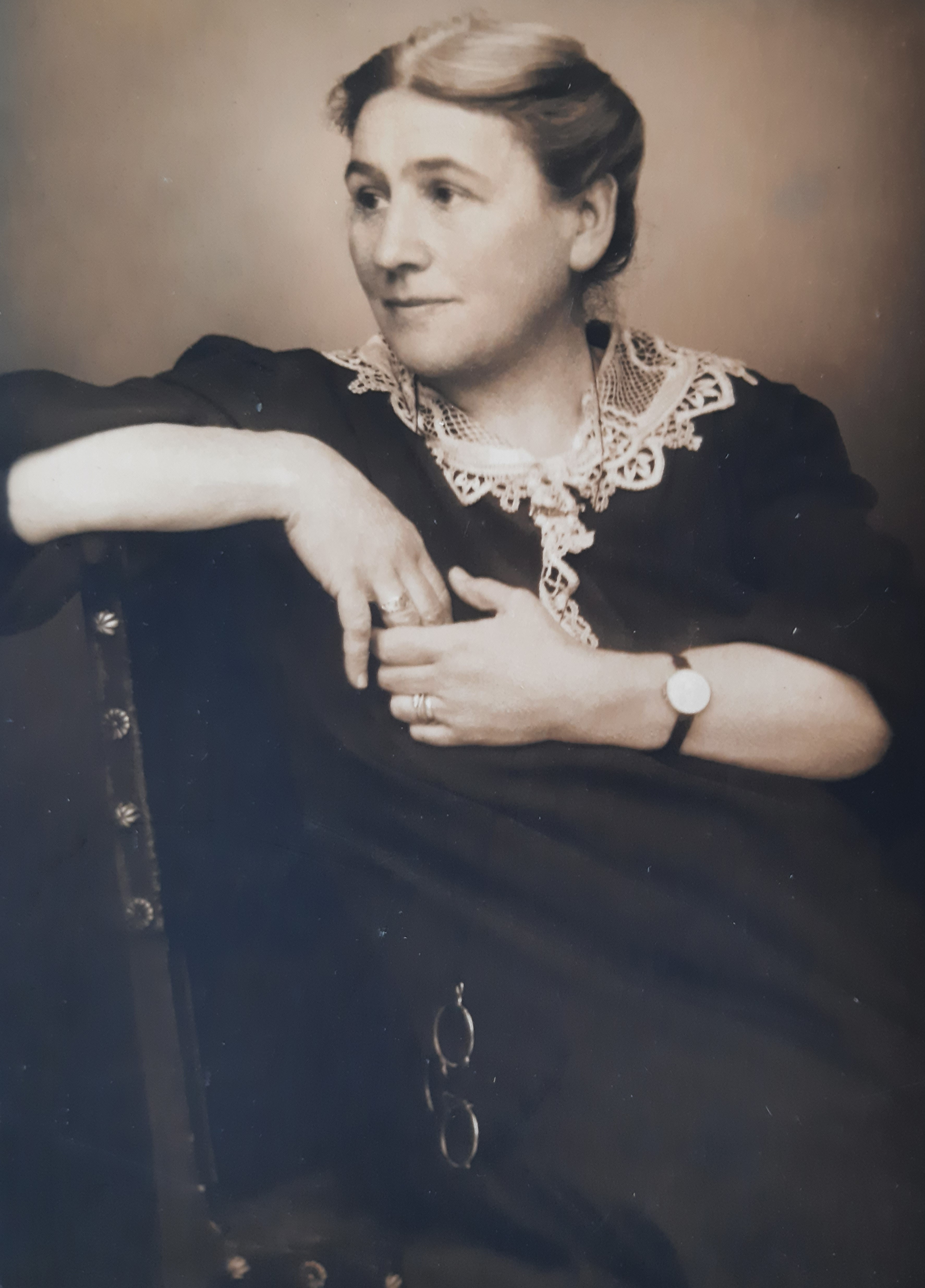
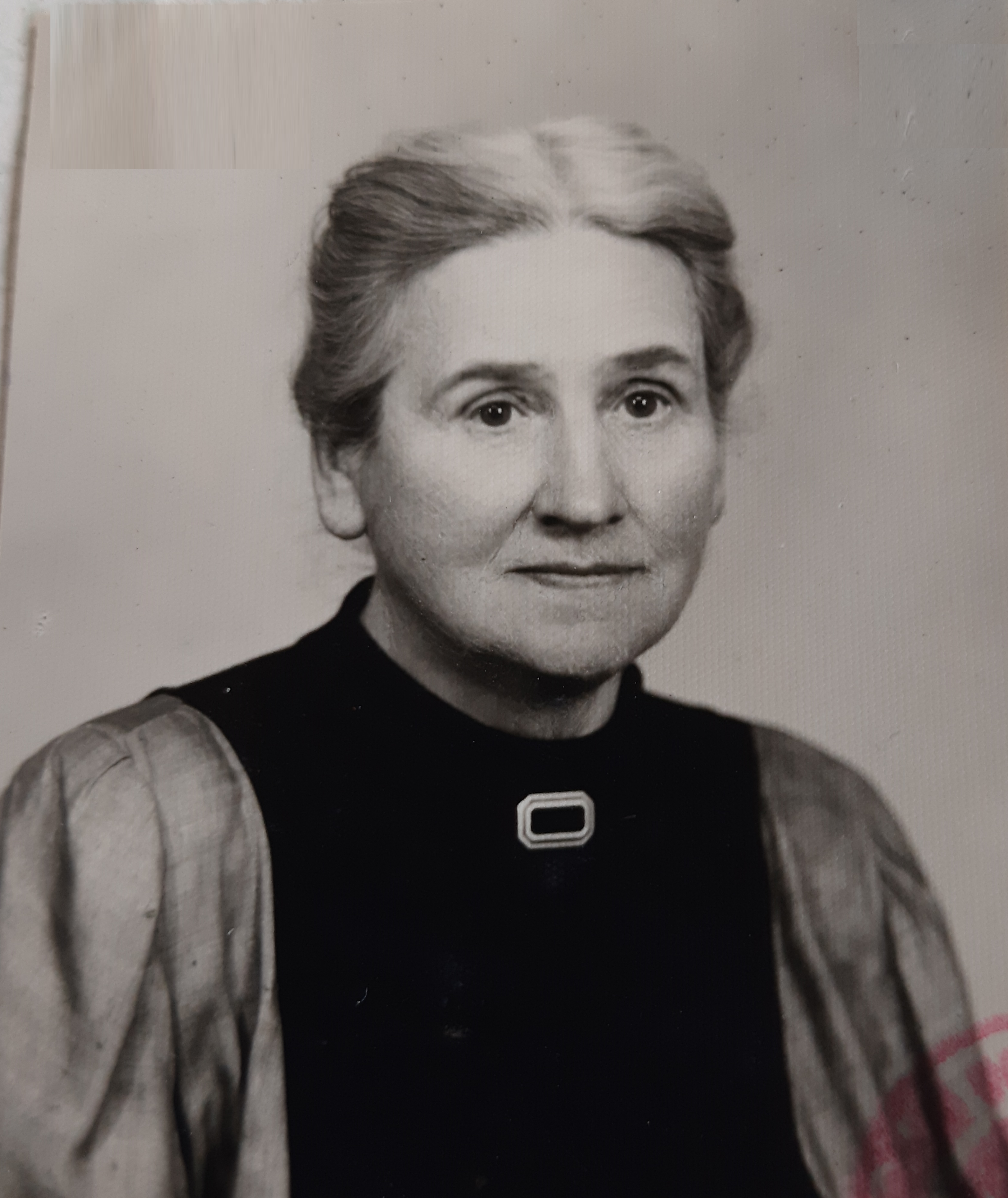
foto z pasu
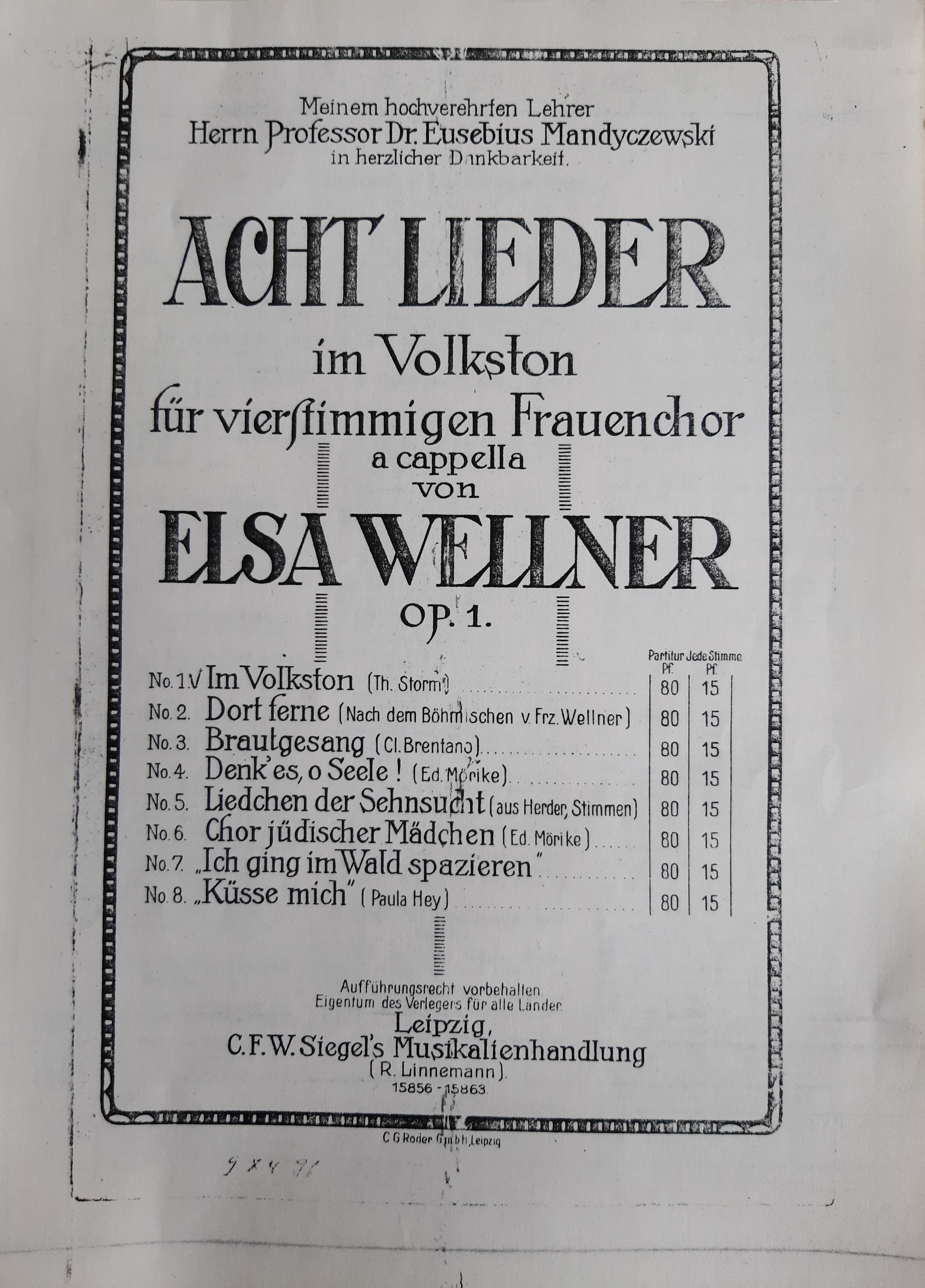
Acht Lieder im Volkston
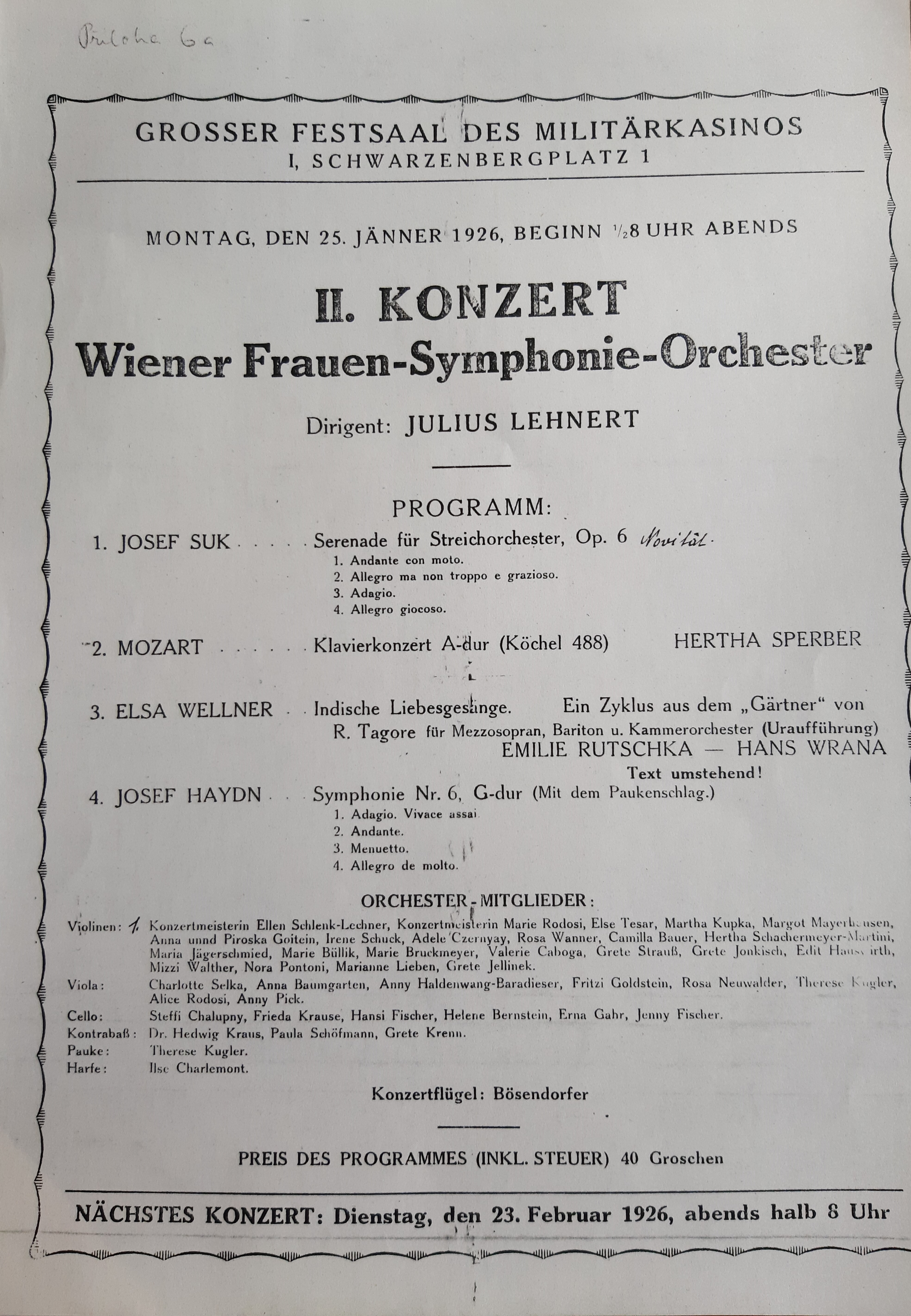
program koncertu
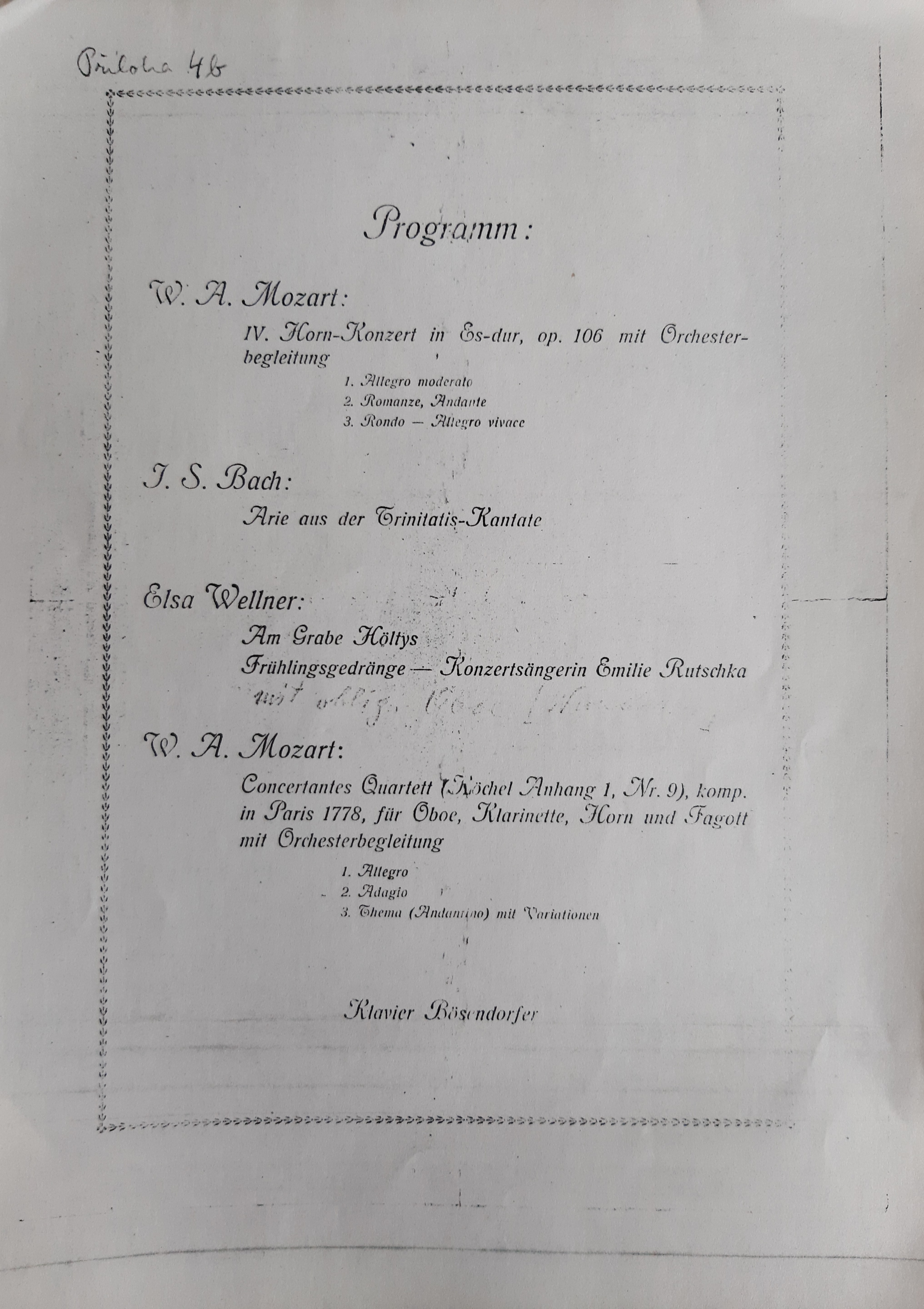
program koncertu